# بال‌آتشی‌ها
بال‌آتشی‌ها  (نام علمی: Phoenicopterus) یک سرده از پرندگان از خانوادهٔ بال‌آتشیان است.

## آرایه‌شناسی
سردهٔ بال‌آتشی‌ها در سال ۱۷۵۸ توسط طبیعت‌شناس سوئدی کارل لینه معرفی شد و در ویرایش دهم سامانه طبیعت برای قرار دادن یک گونه واحد به نام فلامینگوی آمریکایی معرفی شد. نام سرده، نامیلاتین برای «فلامینگو» است.

### گونه‌ها
این سرده سه گونه را دربر می‌گیرد.
| تصویر | نام رایج           | نام علمی                 | پراکندگی                                                                 |
| ----- | ------------------ | ------------------------ | ------------------------------------------------------------------------ |
|       | فلامینگوی بزرگ     | Phoenicopterus roseus    | گسترده در آفریقا و جنوب غربی، جنوب مرکزی اوراسیا                         |
|       | فلامینگوی آمریکایی | Phoenicopterus ruber     | جزایر شمالی گالاپاگوس و دریای کارائیب                                    |
|       | فلامینگوی شیلی     | Phoenicopterus chilensis | مرکز پرو تا تیرا دل فوئگو از شرق به جنوب برزیل، اروگوئه و آرژانتین مرکزی |